# Ségus
Ségus ist eine französische Gemeinde mit 259 Einwohnern (Stand 1. Januar 2022) im Département Hautes-Pyrénées in der Region Okzitanien (vor 2016: Midi-Pyrénées). Sie gehört zum Arrondissement Argelès-Gazost und zum Kanton Lourdes-1.
Die Einwohner werden Ségusiens und Ségusiennes genannt.

## Geographie
Ségus liegt in den Pyrenäen, circa vier Kilometer südwestlich von Lourdes in der historischen Provinz Bigorre. Mit 1525 m über dem Meer ist der Berg Soum du Prat du Rey die höchste Erhebung im Gemeindegebiet.
Umgeben wird Ségus von den sechs Nachbargemeinden:
|                     | Omex                                        | Lourdes |
| Saint-Pé-de-Bigorre | Kompassrose, die auf Nachbargemeinden zeigt | Ossen   |
| Salles              | Ouzous                                      |         |

## Einwohnerentwicklung
Nach Beginn der Aufzeichnungen stieg die Einwohnerzahl bis zur Mitte des 19. Jahrhunderts auf einen Höchststand von rund 435. In der Folgezeit sank die Größe der Gemeinde bei kurzen Erholungsphasen mit einem markanten Rückgang nach dem Ersten Weltkrieg bis zu den 1980er Jahren auf einen Tiefststand von rund 155 Einwohnern, bevor eine Wachstumsphase einsetzte, die in jüngster Zeit wieder stagniert.
| Jahr      | 1962 | 1968 | 1975 | 1982 | 1990 | 1999 | 2006 | 2011 | 2022 |
| --------- | ---- | ---- | ---- | ---- | ---- | ---- | ---- | ---- | ---- |
| Einwohner | 182  | 195  | 163  | 156  | 200  | 223  | 244  | 260  | 259  |

## Sehenswürdigkeiten

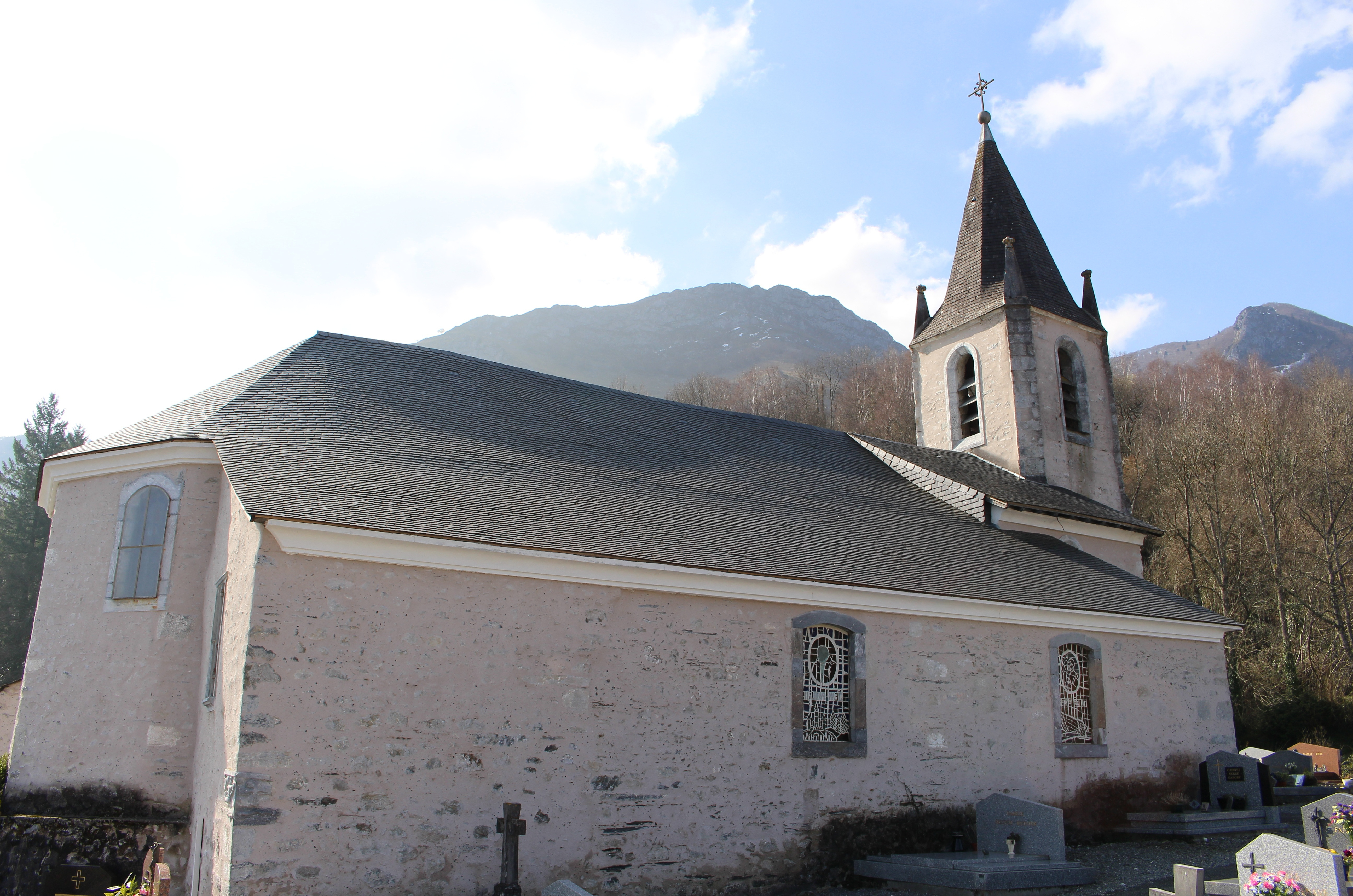
Pfarrkirche Saint-Pierre
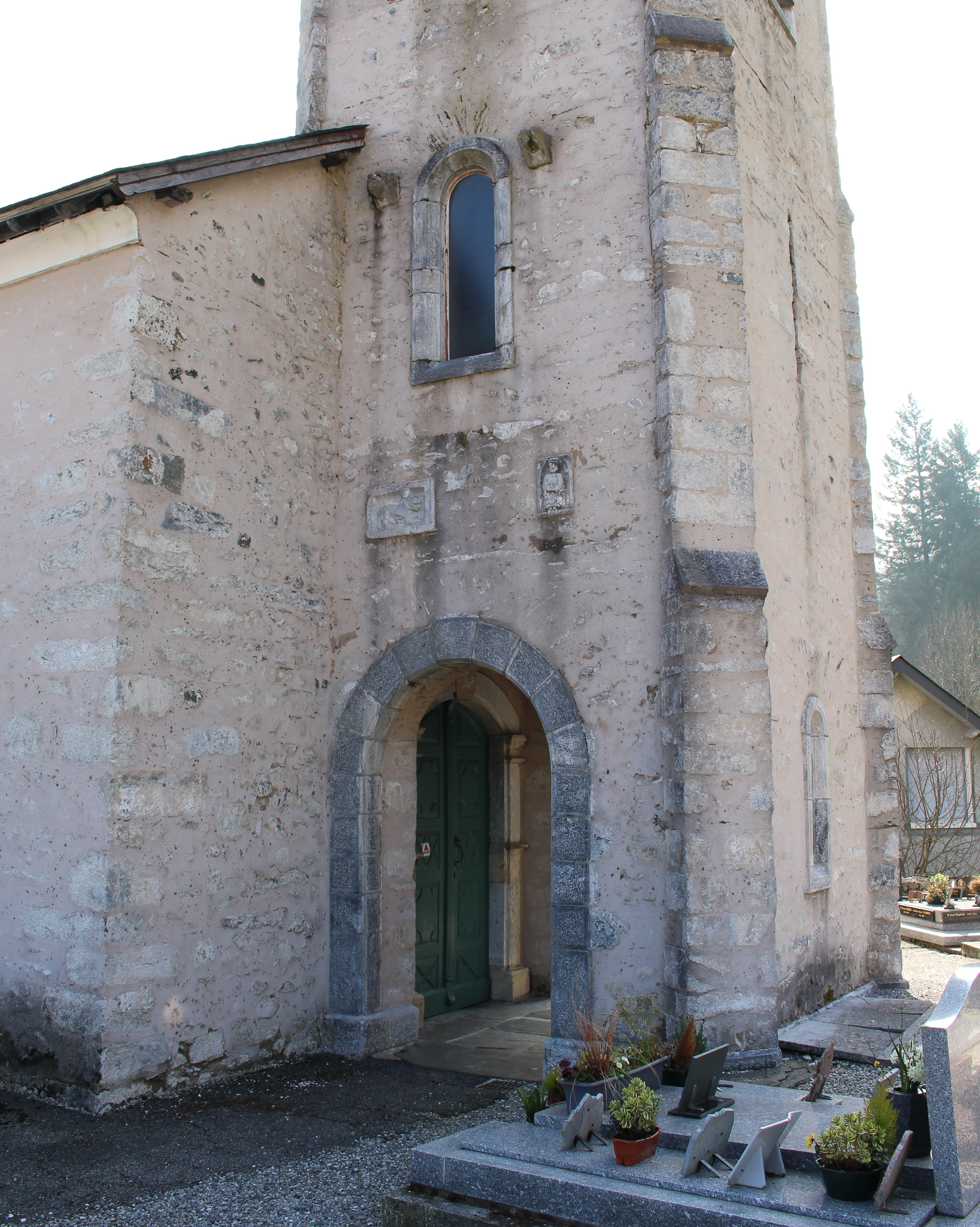
Eingangsportal
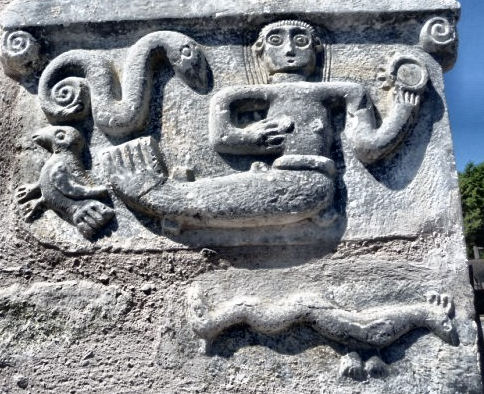
Verzierung an einer Ecke des Kirchengebäudes
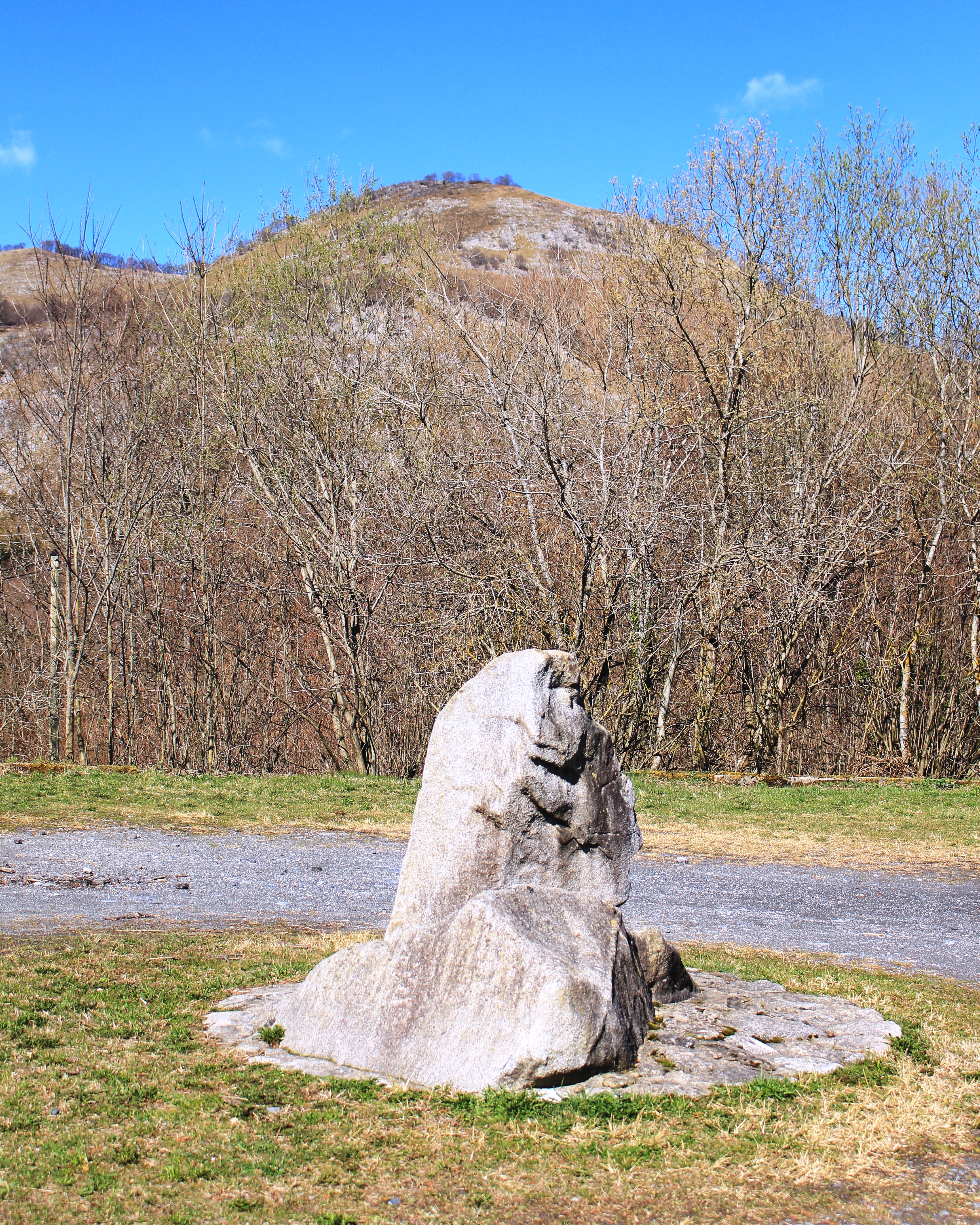
Menhir von Ségus
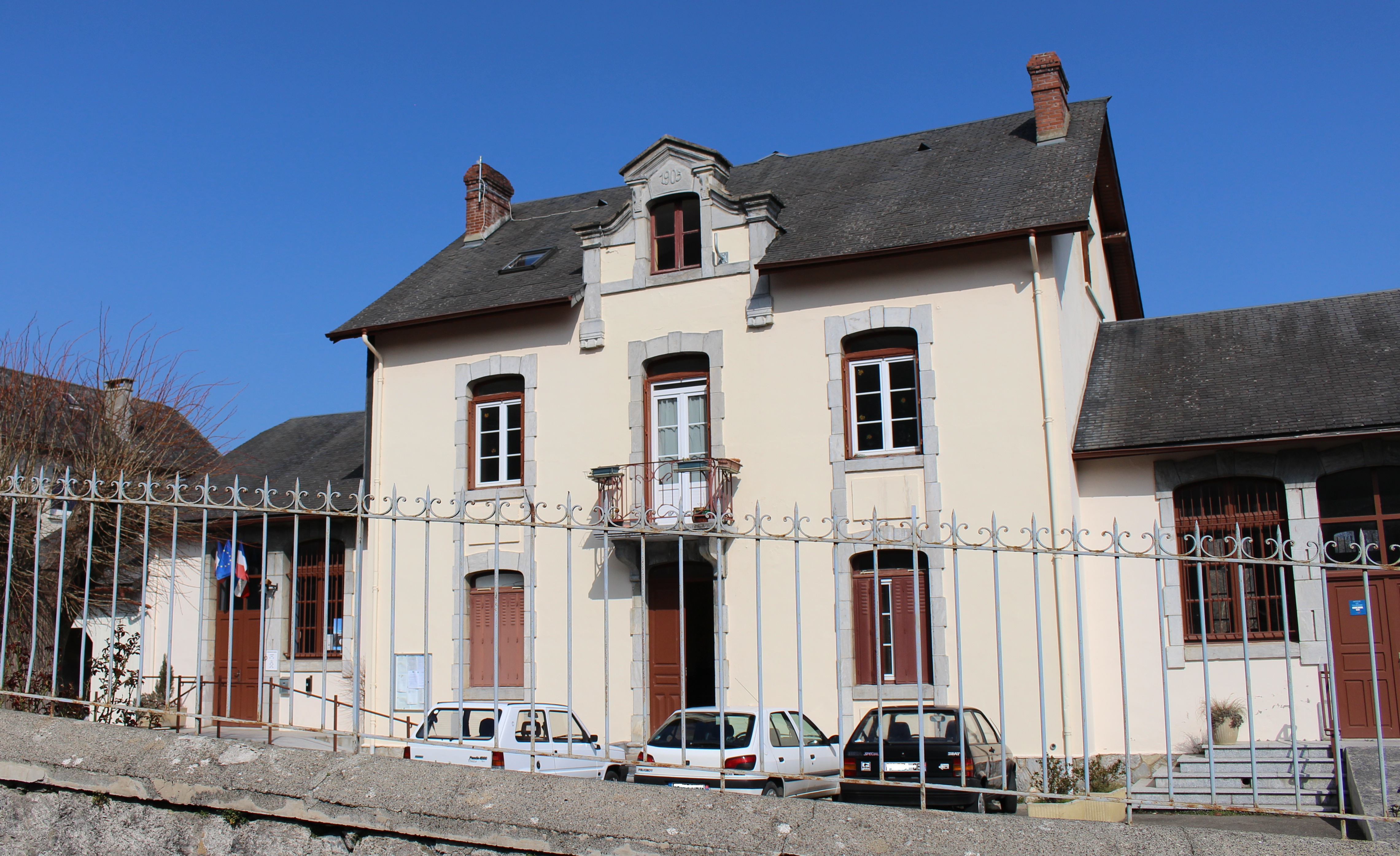
Rathaus (mairie)
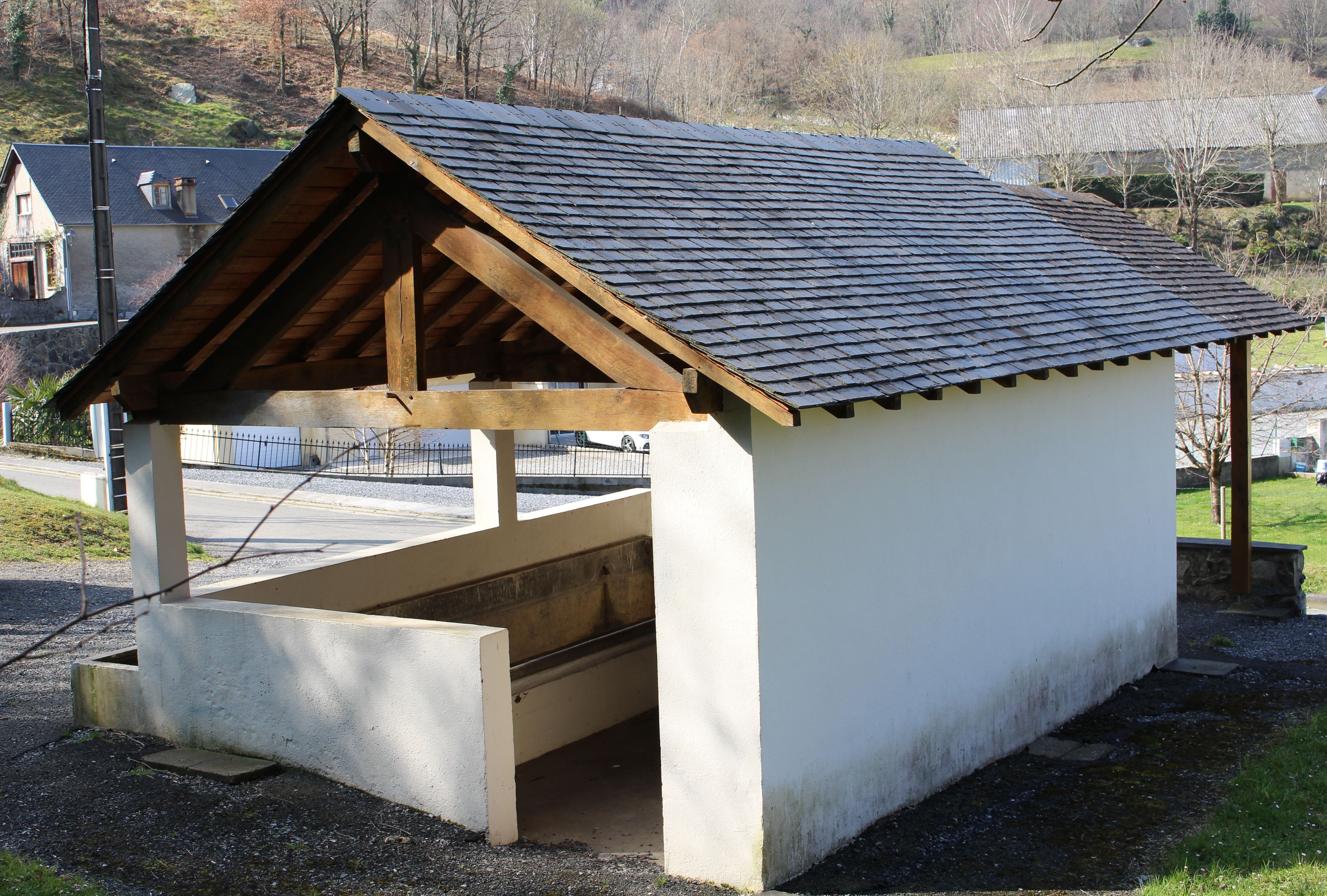
Ehemaliges öffentliches Waschhaus
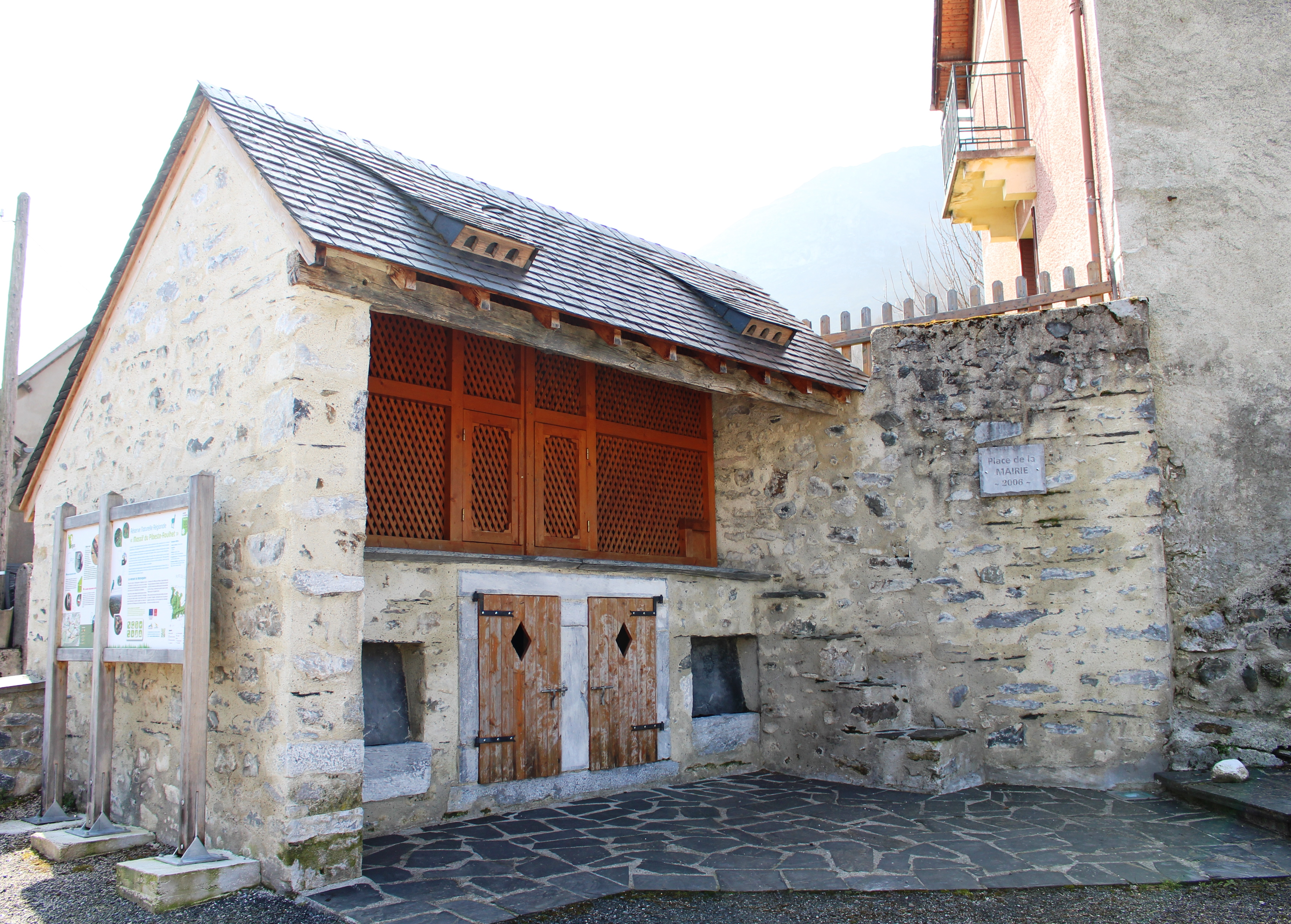
Taubenhaus
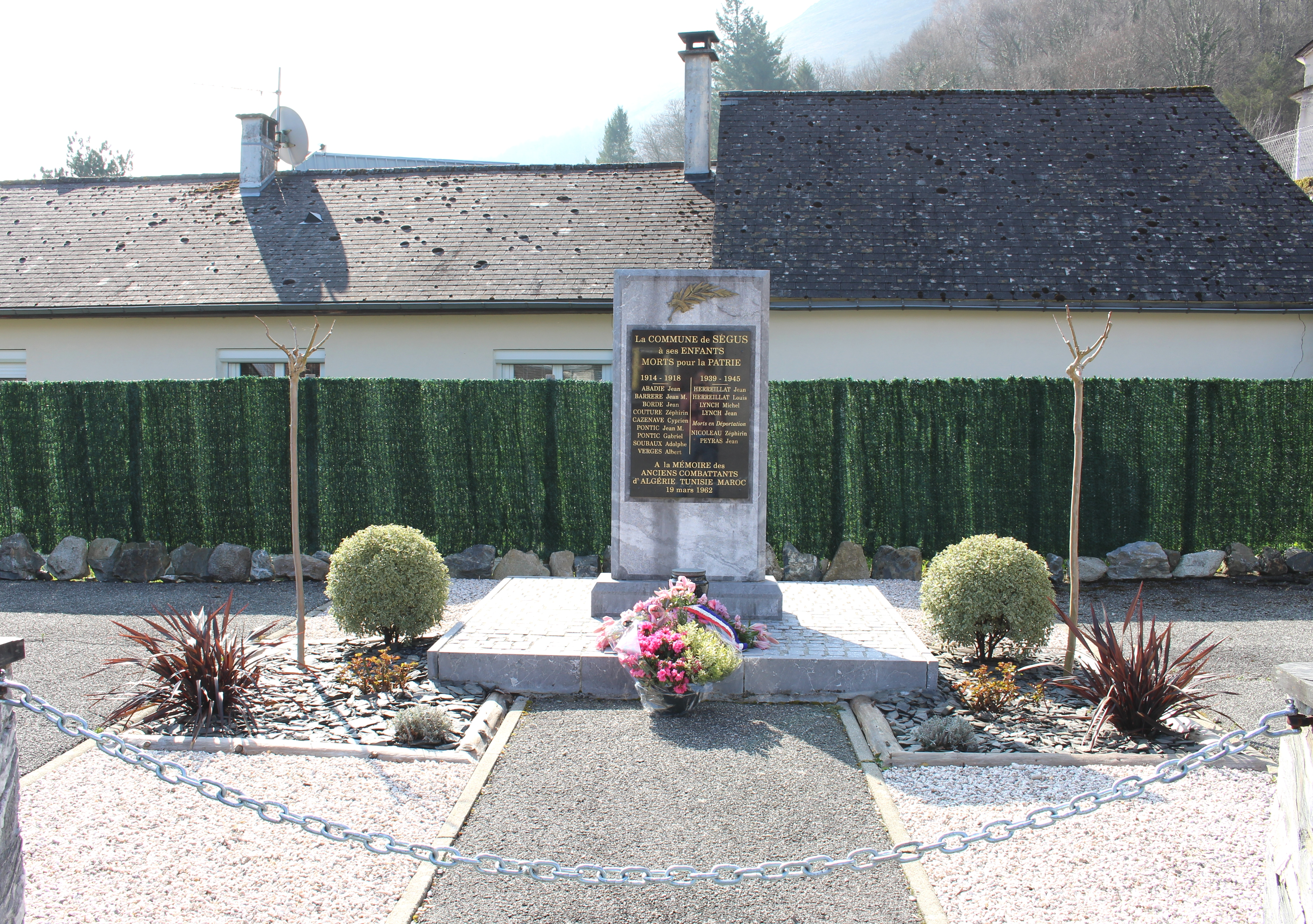
Gefallenendenkmal

- Menhir

- Pfarrkirche Saint-Pierre
- Eingangsportal
- Verzierung an einer Ecke des Kirchengebäudes
- Menhir von Ségus
- Rathaus (mairie)
- Ehemaliges öffentliches Waschhaus
- Taubenhaus
- Gefallenendenkmal

## Wirtschaft und Infrastruktur
Ségus liegt in den Zonen AOC der Schweinerasse Porc noir de Bigorre und des Schinkens Jambon noir de Bigorre.

### Sport und Freizeit
Der GR 101, ein Fernwanderweg von Maubourguet zum Col de Saucède führt auch durch das Zentrum der Gemeinde.

### Verkehr
Ségus wird von der Route départementale 13 durchquert.